# K-811
K-811은 기아자동차가 생산한 군용 대형 트럭이다.

## 1세대

### K-811(1985년 10월~2000년 12월)
1985년 10월 9일에 첫 차량이 도입되었다. 맥 트럭의 RM을 기반으로 하였으며, 아시아자동차가 생산하였으나, 1994년부터 기아자동차가 생산하였다. 참고로 1988년에는 23톤이 추가되고, 같은 해 7월에는 19톤이 추가되었다. 2001년에 후속 차종인 K-911의 출시로 단종되었다.